# Norbert Schmidt
Norbert Schmidt (* 1957) ist ein deutscher evangelischer Theologe. Er ist emeritierter Professor für Praktische Theologie und Missionswissenschaft und langjähriger Rektor an der Evangelischen Hochschule Tabor in Marburg.

## Werdegang
Norbert Schmidt studierte am Theologischen Seminar Tabor (heute Evangelische Hochschule Tabor) Theologie. Von 1979 bis 1982 arbeitete er als Jugendpastor der Evangelischen Kirchengemeinden Bracht-Breyell und Lobberich. Zwischen 1982 und 1985 studierte er Theologie in Deerfield/IL, USA, mit den Abschlüssen M. Div. und M. Th. Von 1985 bis 1990 war er Dozent für Neues Testament und Praktische Theologie (Missionswissenschaft) am  Theologischen Seminar Tabor. In Erlangen studierte er zwischen 1987 und 1990 Theologie und promovierte zum Dr. theol. Im Anschluss arbeitete er zwischen 1990 und 1995 als Missionar in Brasilien. In den Jahren 1992 bis 1995 war er Dozent für Missionswissenschaft am Centro de Pastoral e Missão in Curitiba, Brasilien. Ab 1995 war er Dozent in Tabor, ab 2011 als Professor. Ab 1996 war er Direktor des Theologischen Seminars bzw. von 2009 bis zu seiner Emeritierung 2024 Rektor der Evangelischen Hochschule Tabor.

## Mitgliedschaften und Gremien
- Deutsche Gesellschaft für Missionswissenschaft
- American Society of Missiology
- Associação dos Professores de Missões do Brasil
- Arbeitskreis Theologie des Bundes evangelischer Gemeinschaften
- Mitherausgeber der „Schriften der Evangelischen Hochschule Tabor“ (SEHT)

## Veröffentlichungen (Auswahl)
- Von der Evangelisation zur Kirchengründung. Die Geschichte der Marburger Brasilienmission. Marburg 1991.
- mit Jürgen Mette: Ekklesiologische Erwägungen zum Gemeindeaufbau im Gnadauer Kontext. In: Helge Stadelmann (Hrsg.): Bausteine zur Erneuerung der Kirche. Gemeindeaufbau auf der Basis einer biblisch-erneuerten Ekklesiologie. Basel, 1998.
- Missionare für das 21. Jahrhundert. In: Heinzpeter Hempelmann (Hrsg.): Warum in aller Welt Mission? Bad Liebenzell 1999, S. 88–109.
- Die Motivation urchristlicher Heidenmission im Kontext des antiken Pluralismus. In: Herbert H. Klement: Theologische Wahrheit und die Postmoderne. Wuppertal/Gießen 2000, S. 278–293.
- Prozesse der Kontextualisierung. In: Heinz-Werner Neudorfer, Eckhard J. Schnabel (Hrsg.): Das Studium des Neuen Testaments. Band 2. Wuppertal/Gießen 2000, S. 315–338.
- Theologie für Kopf und Herz. In: Jürgen Mette, Norbert Schmidt (Hrsg.): „Hoch anstimmen“. Festschrift zum 80. Geburtstag von Theo Wendel. Marburg 2006, S. 108–123.
- Wie verstehen wir „Mission“ im Kontext des interreligiösen Dialogs? In: Theologie für die Praxis. 34/2008, S. 18–32.
- Kirche im Süden in der Spannung von dynamischem Wachstum und der Aufgabe fundierter Theologie. In: Rolf Hille, Ulrich Neuhausen (Hrsg.): Gemeinde Jesu Christi in einer globalisierten Welt. Gesellschaftliche, kirchliche und theologische Perspektiven. TVG Monografien, Witten 2013, S. 27–45.
- Die kommende Christenheit – Brasilianische Perspektiven. In: Jürgen Schuster, Volker Gäckle (Hrsg.): Der Paradigmenwechsel in der Weltmission. Chancen und Herausforderungen nicht-westlicher Missionsbewegungen. Münster 2014, S. 83–98.

als Mitherausgeber
- mit Frank Lüdke: ‘... dann komm jetzt nach vorne!‘ Evangelisation als mediale Inszenierung des Evangeliums, LIT Verlag, Münster 2018, ISBN 978-3-643-13997-9.
- mit Frank Lüdke: Alter Wein in neuen Schläuchen? Gemeinschaftsbewegung und Gemeindeaufbau seit den 1970er Jahren, LIT Verlag, Münster 2020, ISBN 978-3-643-14579-6.
- mit Frank Lüdke: Kopf und Herz vereint zusammen : Grundlinien pietistischer Hochschulbildung (Reihe: Pietas et scienctia 2), WBG Academic, Darmstadt 2022, ISBN 978-3-534-40742-2.